# Kabinett Kretschmann III
Das Kabinett Kretschmann III ist die Landesregierung von Baden-Württemberg.
Winfried Kretschmann führt in seiner dritten Amtszeit als Ministerpräsident erneut eine grün-schwarze Koalition aus Bündnis 90/Die Grünen und CDU, welche als Folge der Landtagswahl 2021 gebildet wurde. Erneut ist die CDU bei der „Kiwi“-Koalition genannten Regierung der Juniorpartner in der Regierung. Die Grünen gingen aus der Wahl gestärkt als Sieger hervor, während die CDU herbe Verluste erlitt. Der Koalitionsvertrag trägt den Titel „Jetzt für Morgen. Der Erneuerungsvertrag für Baden-Württemberg“ und wurde am 5. Mai 2021 veröffentlicht.
Am 12. Mai 2021 – genau zehn Jahre nach Kretschmanns erster Wahl zum Ministerpräsidenten – trat das neue Kabinett sein Amt an.

## Kabinett
| Amt/Ressort                                             | Foto | Name                                                                         | Partei | Partei                                                                       | Staatssekretär | Partei | Partei |
| ------------------------------------------------------- | --- | ---------------------------------------------------------------------------- | ------ | ---------------------------------------------------------------------------- | --- | ------ | ------ |
| Ministerpräsident                                       | | Winfried Kretschmann                                                         |        | Grüne                                                                        | Rudi Hoogvliet 1 Medienpolitik Bevollmächtigter des Landes beim Bund Florian Hassler 3 Vertreter des Landes bei der Europäischen Union Florian Stegmann 5 Chef der Staatskanzlei bis 31. Januar 2025 Jörg Krauss 5 Chef der Staatskanzlei ab 1. Februar 2025 |        | Grüne  |
| Stellvertretender Ministerpräsident                     | | Thomas Strobl                                                                |        | CDU                                                                          | |        |        |
| Inneres, Digitalisierung und Kommunen                   | Wilfried Klenk 3 bis 30. Juni 2023 Julian Würtenberger 4 bis 31. Mai 2022 Thomas Blenke 3 ab 1. Juli 2023 | Thomas Strobl                                                                |        | CDU                                                                          | CDU |        |        |
| Finanzen                                                | | Danyal Bayaz                                                                 |        | Grüne                                                                        | Gisela Splett 3 |        | Grüne  |
| Kultus, Jugend und Sport                                | | Theresa Schopper                                                             | Grüne  | Sandra Boser 2                                                               | Grüne |        |        |
| Kultus, Jugend und Sport                                | Volker Schebesta 2                                                                                        | Theresa Schopper                                                             | Grüne  |                                                                              | CDU |        |        |
| Wissenschaft, Forschung und Kunst                       | | Theresia Bauer bis 28. September 2022 Petra Olschowski ab 28. September 2022 | Grüne  | Petra Olschowski 3 bis 28. September 2022 Arne Braun 3 ab 28. September 2022 | | Grüne  |        |
| Umwelt, Klima und Energiewirtschaft                     | | Thekla Walker                                                                | Grüne  | Andre Baumann 3                                                              | Grüne |        |        |
| Wirtschaft, Arbeit und Tourismus                        | | Nicole Hoffmeister-Kraut                                                     |        | CDU                                                                          | Patrick Rapp 3 |        | CDU    |
| Soziales, Gesundheit und Integration                    | | Manfred Lucha                                                                |        | Grüne                                                                        | Ute Leidig 3 |        | Grüne  |
| Ernährung, Ländlicher Raum und Verbraucherschutz        | | Peter Hauk                                                                   |        | CDU                                                                          | Sabine Kurtz 3 |        | CDU    |
| Justiz und Migration                                    | | Marion Gentges                                                               | CDU    | Siegfried Lorek 3                                                            | CDU |        |        |
| Verkehr                                                 | | Winfried Hermann                                                             |        | Grüne                                                                        | Elke Zimmer 3 |        | Grüne  |
| Landesentwicklung und Wohnen                            | | Nicole Razavi                                                                |        | CDU                                                                          | Andrea Lindlohr 3 | Grüne  |        |
| Staatsrätin für Zivilgesellschaft und Bürgerbeteiligung | | Barbara Bosch ab 22. Juli 2021                                               |        | parteilos                                                                    | |        |        |

## Wahl des Ministerpräsidenten
Kretschmann wurde am 12. Mai 2021 vom Landtag zum Ministerpräsidenten gewählt.
152 Abgeordnete gaben ihre Stimme ab. 95 Abgeordnete stimmten für Winfried Kretschmann, 55 Abgeordnete stimmten mit Nein. Es gab keine Enthaltung und zwei Stimmen mit anderen Namensnennungen. Damit hatten mindestens fünf Abgeordnete aus dem Regierungslager dem Ministerpräsidenten ihre Stimme verweigert.

## Berufung und Bestätigung des Kabinetts
Unmittelbar nach seiner Wahl berief der Ministerpräsident die Mitglieder seines neuen Kabinetts und die politischen Staatssekretäre. Die Gesamtregierung wurde in einer weiteren Landtagssitzung am 12. Mai in offener Abstimmung mit den Stimmen der Regierungsfraktionen bestätigt. Im Anschluss daran wurden die weiteren Kabinettsmitglieder vereidigt, nachdem Kretschmann schon nach seiner Wahl vereidigt worden war.